# Ацеметацин
Ацеметацин (англ. acemetacin) — нестероидный противовоспалительный препарат, используемый при лечении остеоартроза, ревматоидного артрита и боли в пояснице, а также для ослабления послеоперационных болей. Производится и продаётся Merck KGaA под торговой маркой «Эмфлекс» (англ. Emflex). В Великобритании и других европейских странах отпускается только по рецепту.
Представляет собой сложный эфир гликолевой кислоты и индометацина. На вид мелкий, слегка желтоватый кристаллический порошок, плавящийся при температуре от 150 до 153 °C.

## Фармакология
Ацеметацин действует как ингибитор циклооксигеназы, являясь противовоспалительным препаратом и анальгетиком (оказывает обезболивающий эффект). В организме он частично метаболизируется до индометацина. Теоретически может использоваться как антипиретик и антиагрегант, однако на практике почти никогда не прописывается в качестве жаропонижающего из-за большого количества побочных эффектов, свойственных для НПВП-препаратов.
Преимущество ацеметацина заключается в меньшем повреждении желудка по сравнению с индометацином. Вероятно, это связано с более низким влиянием на синтез лейкотриена B4 и фактора некроза опухоли.

### Фармакокинетика

Метаболизм ацеметацина

Препарат очень быстро всасывается в кишечнике. Самая высокая концентрация вещества в крови достигается через 2 часа. Связывается с белками плазмы крови на 80—90 %. Как правило концентрация в синовиальной жидкости и синовиальной оболочке, мышцах и костях выше, чем в крови.
Период полувыведения составляет 4,5 ± 2,8 часа (у некоторых людей до 16 часов) в стационарном состоянии. 40 % вещества выводится через почки, 50 % — с экскрементами.

## Использование в медицине
Ацеметацин имеет доказанную эффективность в лечении остеоартрита, ревматоидного артрита, болезни Бехтерева и других видов ревматоидного воспаления; применяется также при послеоперационных и посттравматических болях и подагре. Тем не менее использование препарата для ослабления послеоперационных болей имеет недоказанную эффективность.

### Противопоказания
Имеет классические противопоказания для НПВП-препарата: гиперчувствительность (обычно связанная с астмой или кожной реакцией), желудочно-кишечные и церебральные кровотечения, язва желудка, гемопоэз (анемия и лейкопения). Нельзя употреблять при беременности с третьего триместра.

### Побочные эффекты
Примерно у 10 % пациентов могут встречаться побочные эффекты со стороны ЖКТ: тошнота, диарея, боль в желудке и язвенная болезнь. У некоторых могут быть побочные эффекты со стороны ЦНС, например головная боль. Между тем ацеметацин имеет меньше последствий при применении, чем индометацин.
Тяжёлые аллергические реакции и нарушения кроветворения встречаются менее чем у 0,01 % пациентов.

## Взаимодействия
В научной литературе описаны следующие взаимодействия:
- Другие НПВП и кортикостероиды: учащение побочных эффектов, в том числе высокий риск язвенной болезни и желудочно-кишечных кровотечений.
- Диуретики и ингибиторы АПФ: снижение эффективности этих препаратов.
- Ингибиторы АПФ вместе с циклоспорином: риск нарушения функции почек.
- Антикоагулянты (вроде Варфарин): повышенный риск внутренних кровотечений.